# Stefano Franscini

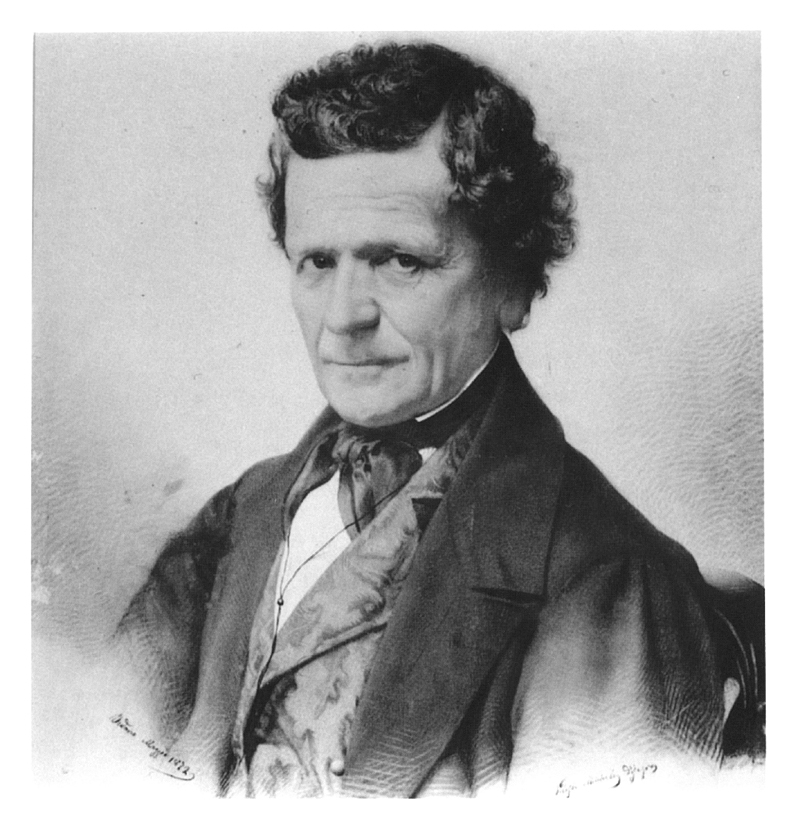
Stefano Franscini

Stefano Franscini (ur. 23 października 1796, zm. 19 lipca 1857) – szwajcarski polityk, członek Rady Związkowej od 16 listopada 1848 do śmierci. Kierował departamentem spraw wewnętrznych (1848–1857). Był członkiem partii radykalnej.